# Слободна Власт
45°18′ пн. ш. 18°08′ сх. д. / 45.3° пн. ш. 18.13° сх. д.
Слободна Власт (хорв. Slobodna Vlast) — населений пункт у Хорватії, в Осієцько-Баранській жупанії у складі громади Леванська Варош.

## Населення
Населення за даними перепису 2011 року становило 189 осіб.
Динаміка чисельності населення поселення:

## Клімат
Середня річна температура становить 10,75 °C, середня максимальна – 25,04 °C, а середня мінімальна – -5,70 °C. Середня річна кількість опадів – 763 мм.
| Клімат поселення                              | Клімат поселення | Клімат поселення | Клімат поселення | Клімат поселення | Клімат поселення | Клімат поселення | Клімат поселення | Клімат поселення | Клімат поселення | Клімат поселення | Клімат поселення | Клімат поселення | Клімат поселення |
| Показник                                      | Січ.             | Лют.             | Бер.             | Квіт.            | Трав.            | Черв.            | Лип.             | Серп.            | Вер.             | Жовт.            | Лист.            | Груд.            |                  |
| Середній максимум, °C                         | 6,68             | 8,10             | 12,50            | 16,98            | 22,00            | 25,04            | 24,56            | 24,10            | 20,07            | 14,76            | 9,00             | 5,05             |                  |
| Середня температура, °C                       | 0,48             | 1,89             | 6,30             | 10,79            | 15,82            | 18,83            | 20,78            | 20,32            | 16,28            | 10,99            | 5,22             | 1,28             |                  |
| Середній мінімум, °C                          | −5,7             | −4,3             | 0,10             | 4,59             | 9,62             | 12,64            | 17,01            | 16,54            | 12,50            | 7,20             | 1,44             | −2,52            |                  |
| Норма опадів, мм                              | 48               | 48               | 46               | 58               | 71               | 98               | 69               | 64               | 55               | 68               | 76               | 62               |                  |
| Середньомісячна швидкість вітру, м/с          | 2.09             | 2.32             | 2.61             | 2.52             | 2.23             | 2.07             | 2.01             | 1.88             | 1.88             | 1.96             | 2.06             | 2.12             |                  |
| Середньомісячна сонячна радіація, кДж/м²·день | 4332             | 7027             | 10890            | 15246            | 19102            | 21096            | 22093            | 20349            | 14909            | 9304             | 4946             | 3658             |                  |
| --------------------------------------------- | ---------------- | ---------------- | ---------------- | ---------------- | ---------------- | ---------------- | ---------------- | ---------------- | ---------------- | ---------------- | ---------------- | ---------------- | ---------------- |
| Джерело:                                      |                  |                  |                  |                  |                  |                  |                  |                  |                  |                  |                  |                  |                  |